# Стефания Пежановска
Стефа̀ния Пежано̀вска, с родово име Юра̀шек (на полски: Stefania Perzanowska) е полска лекарка интернистка и педиатърка и обществена деятелка.

## Биография
Стефания Юрашек е родена на 26 август 1896 година във Варшава, в семейството на Хелена (с родово име Флaх) и инженера химик Шимон Юрашек. През 1914 година завършва осмокласното женско търговско училище „Анеля Варецка“. На следващата година продължава образованието си в Медицинския факултет на Варшавския университет.
След избухването на Първата световна война е член на Полската военна организация. Впоследствие работи като доброволка в Института за детска хигиена и в лабораторията на Уяздовската болница. През 1919 година се омъжва за Валдемар Шварцбарт. По време на Полско-съветската война (1920) служи в редиците на Доброволческия легион на жените. От 1924 година работи като доброволка в отделението по вътрешни болести на Волската болница. През 1926 година се дипломира като общопрактикуващ лекар. Специализира в клиниката за вътрешни болести на Виенския университет. През 30-те години работи като домашен и училищен лекар, както и в частния си кабинет. През 1937 година се омъжва повторно за Зигмунт Пежановски.
В началото на Втората световна война е една от лекарите, които организират болница за бежанци в град Бжешч над Бугем. В 1940 година влиза в редиците на Съюза за въоръжена борба, а впоследствие и на Армия Крайова (АК). В АК работи като медицинско лице и куриер. Използва псевдонима „Живна“.
През 1942 година е арестувана от Гестапо. На следващата година е изпратена в концентрационния лагер „Майданек“. Там успява да организира болница в една от бараките. През 1944 година болницата заема десет бараки с 1300 болнични легла и 100 души персонал. Същата година по свое желание е преместена в концентрационния лагер Аушвиц-Биркенау, където работи в женската болница. Впоследствие е преместена последователно в концентрационните лагери „Равенсбрюк“ и „Нойщат-Глеве“ Освободена е от американските войски на 2 май 1945 година.
В следвоенния период работи по специалността си. Създава и ръководи училище за медицински сестри. Пише редица трудове, в които споделя спомените си от периода на немската окупация. Умира на 16 юли 1974 година в родния си град. Погребана е на Повонзковското гробище.